# Julien Rodriguez
Julien Rodriguez (Béziers, 11 de Junho de 1978) é um futebolista francês que atua como zagueiro. Atualmente, defende o Olympique de Marseille.

## Títulos
Monaco
- Campeonato Francês: 1999-00
- Supercopa da França: 2000
- Copa da Liga Francesa: 2002-03

Olympique de Marseille
- Copa da Liga Francesa: 2009-10 e 2010-11
- Campeonato Francês: 2009-10
- Supercopa da França: 2010